# Fujihara Kento
Fujihara Kento (藤原賢土 Fujihara Kento,  sinh ngày 29 tháng 1 năm 1992) là một cầu thủ bóng đá người Nhật Bản, thi đấu ở vị trí hậu vệ.
Anh học tập và thi đấu cho Đại học Kansai trước khi chuyển đến Singapore.
Anh ký hợp đồng cho Albirex Niigata FC (Singapore) từ S.League năm 2014 và thi đấu cho 3 năm.  Năm 2017, anh đến Campuchia thi đấu cho Nagaworld FC.

## Thống kê sự nghiệp câu lạc bộ
Tính đến ngày 2 tháng 1 năm 2017
| Thành tích câu lạc bộ       | Thành tích câu lạc bộ  | Thành tích câu lạc bộ | Giải vô địch | Giải vô địch | Cúp           | Cúp           | Cúp Liên đoàn | Cúp Liên đoàn | Tổng | Tổng |
| --------------------------- | ---------------------- | --------------------- | ------------ | ------------ | ------------- | ------------- | ------------- | ------------- | ---- | ---- |
| Câu lạc bộ !\| Giải vô địch | Số trận                | Bàn thắng             | Số trận      | Bàn thắng    | Số trận       | Bàn thắng     | Số trận       | Bàn thắng     |      |      |
| Singapore                   | Singapore              | Singapore             | Giải vô địch | Giải vô địch | Singapore Cup | Singapore Cup | Cúp Liên đoàn | Cúp Liên đoàn | Tổng | Tổng |
| 2014                        | Albirex Niigata FC (S) | S.League              | 24           | 0            | 3             | 0             | 3             | 0             | 30   | 0    |
| 2015                        | Albirex Niigata FC (S) | S.League              | 27           | 1            | 6             | 0             | 4             | 0             | 37   | 1    |
| 2016                        | Albirex Niigata FC (S) | S.League              | 21           | 1            | 5             | 0             | 5             | 0             | 31   | 1    |
| Campuchia                   | Campuchia              | Campuchia             | Giải vô địch | Giải vô địch | Hun Sen Cup   | Hun Sen Cup   |               |               | Tổng | Tổng |
| 2017                        | Nagaworld FC           | Metfone C-League      | 21           | 1            | 0             | 0             | 0             | 0             | 21   | 1    |
| Tổng                        |                        |                       |              |              |               |               |               |               |      |      |
| Singapore                   | Singapore              | 72                    | 2            | 14           | 0             | 12            | 0             | 98            | 2    |      |
| Tổng cộng sự nghiệp         | Tổng cộng sự nghiệp    | Tổng cộng sự nghiệp   | 72           | 2            | 14            | 0             | 12            | 0             | 98   | 2    |